# Catedral Evangélica de Sibiu
A Catedral Evangélica de Sibiu (em alemão: Evangelische Stadtpfarrkirche en Hermannstadt; em romeno: Catedrala Evanghelică din Sibiu) é uma catedral luterana situada na cidade romena de Sibiu (em alemão: Hermannstadt), considerada uma das edificações góticas mais notáveis da Transilvânia. O seu campanário, com 73,3 metros de altura, é a torre mais alta da Transilvânia e um dos principais pontos de referência da cidade. Pertence à Igreja Evangélica da Confissão de Augsburgo na Roménia (Evangelische Kirche Augsburgischen Bekenntnisses in Rumänien), de germanófona, a qual tem a sua sede em Sibiu.

## Descrição e história

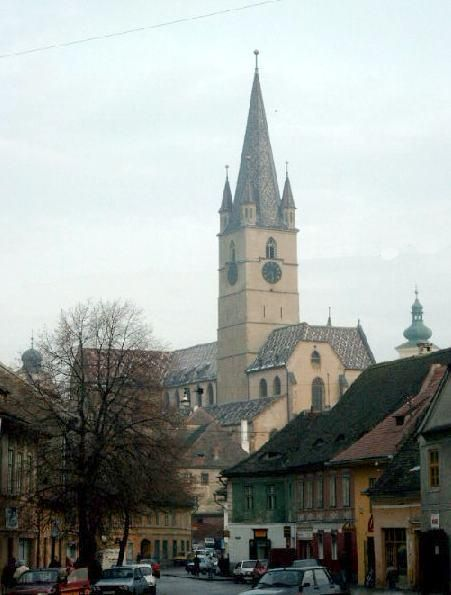
O campanário da catedral é a torre mais alta da Transilvânia e um dos principais pontos de referência da cidade de Sibiu

Originalmente uma igreja católica dedicada a Santa Maria, a  construção da catedral foi iniciada em 1371, no local duma antiga igreja românica do século XII. As obras foram concluídas em 1520. Durante mais de três séculos foi o local de sepultura dos burgomestres e outras personalidades da cidade saxã de Hermannstadt (nome de Sibiu em alemão). Essa prática foi proibida em 1796, mas em 1803 foi aberta uma exceção, quando o barão Samuel von Brukenthal foi enterrado na cripta. Outra das personalidades célebres enterrado na catedral é o príncipe da Valáquia Mihnea cel Rău (Mihnea, o Mau; r. 1508–1509). As láides que cobriam os túmulos foram retirados da nave e colocados nas paredes em 1853, formando uma galeria de 67 lápides que é única na Roménia.
A torre do campanário, situada no lado sul da igreja, tem quatro pequenas torres no topo, uma em cada um dos cantos, um sinal de que a cidade tinha o direito de pronunciar setenças de morte. No interior destaca-se um grande órgão barroco, o maior do Sudeste da Europa, que foi construído em 1676 por um artesão eslovaco e substituiu outro mais antigo, levado para Sibiu em 1585. Em 1915 foi instalado outro órgão, fabricado pela empresa de Wilhelm Sauer, de Frankfurt an der Oder. Atualmente existem ainda mais outros dois órgãos na catedral, também fabricados pela mesma empresa.
Em 1676, um artesão eslovaco construiu um órgão para substituir o anterior, construído em 1585. Atualmente, esse órgão é o maior do Sudeste da Europa e no verão há concertos noturnos de órgão na igreja pelo menos uma vez por semana. O acervo de mobiliário e objetos da catedral é um dos mais impressionantes da Roménio. Apesar do conjunto de peças de culto em prata dourada pelo famoso artesão de Sibiu Sebastian Hann não estar acessível ao público, há outras peças valiosas que podem ser apreciadas pelos visitantes.
No coro há uma das fontes de bronze mais belas da Roménia. Em forma de cálice, é decorada com inscrições góticas e 228 relevos, a maior parte deles com representações figurativas de influência bizantina. A fonte foi construída em 1438 e supõe-se que o bronze é proveniente de canhões turcos capturados pelos habitantes de Sibiu em 1437.